# Long Riston
Long Riston – wieś w Anglii, w hrabstwie East Riding of Yorkshire. Leży 14 km na północ od miasta Hull i 263 km na północ od Londynu.